# Julus fucatus
Julus fucatus är en mångfotingart som beskrevs av Karsch 1881. Julus fucatus ingår i släktet Julus och familjen kejsardubbelfotingar. Inga underarter finns listade i Catalogue of Life.